# How I Learned to Stop Giving a Shit and Love Mindless Self Indulgence
How I Learned to Stop Giving a Shit and Love Mindless Self Indulgence è il quinto album in studio del gruppo musicale statunitense Mindless Self Indulgence, pubblicato nel 2013.
Il nome dell'album è un riferimento al titolo originale del film di Stanley Kubrick, Il dottor Stranamore  (Dr. Strangelove or: How I Learned to Stop Worrying and Love the Bomb)

## Tracce
Testi e musiche di James Euringer, eccetto dove indicato.
1. Witness (Euringer, Chantal Claret) – 3:17
2. Fuck Machine – 3:24
3. It Gets Worse – 2:56
4. I Want to Be Black – 2:10
5. Hey Tomorrow Fuck You and Your Friend Yesterday – 2:40
6. You're No Fun Anymore Mark Trezona (Euringer, Rhys Fulber) – 2:53
7. Ala Mode – 2:32
8. Casio – 2:14
9. Anonymous – 2:03
10. Kill You All in a Hip Hop Rage – 2:30
11. Stalkers (Slit My Wrists) – 2:39
12. Jack You Up – 3:34
13. Ass Backwards – 2:47

## Formazione
Gruppo
- Jimmy Urine – voce
- Steve, Righ? – chitarra
- Lyn-Z – basso
- Kitty – batteria

Altri musicisti
- Chantal Claret – voce